# Avenula hackelii subsp. stenophylla
Avenula hackelii subsp. stenophylla é uma subespécie de planta com flor pertencente à família Poaceae. 
A autoridade científica da subespécie é (Franco) Franco, tendo sido publicada em Silva Lusitana 5(1): 141 (1997).

## Portugal
Trata-se de uma subespécie presente no território português, nomeadamente em Portugal Continental.
Em termos de naturalidade é endémica da região atrás referida.

## Protecção
Encontra-se protegida por legislação portuguesa ou da Comunidade Europeia, nomeadamente pelo Anexo II e IV da Directiva Habitats e pelo Anexo I da Convenção sobre a Vida Selvagem e os Habitats Naturais na Europa.